# Natação nos Jogos Pan-Americanos de 2019 - 100 m peito feminino
As competições dos 100 metros peito feminino da natação nos Jogos Pan-Americanos de 2019 foram realizadas em 6 de agosto no Centro Aquático Nacional, em Lima, no Peru. 

## Calendário
Horário local (UTC-5).
| Data        | Horário | Fase          |
| ----------- | ------- | ------------- |
| 6 de agosto | 11:32   | Eliminatórias |
| 6 de agosto | 21:06   | Final B       |
| 6 de agosto | 21:06   | Final A       |

## Medalhistas
| Ouro   | USA Anne Lazor      |
| Prata  | ARG Julia Sebastián |
| Bronze | CAN Faith Knelson   |

## Recordes
Antes desta competição, os recordes mundiais e pan-americanos da prova eram os seguintes:
| Tipo                             | Atleta         | Tempo   | Local     | Data                |
| -------------------------------- | -------------- | ------- | --------- | ------------------- |
|                                  | USA Lilly King | 1m04s13 | Budapeste | 25 de julho de 2017 |
| Recorde dos Jogos Pan-Americanos | USA Katie Meil | 1m05s64 | Toronto   | 17 de julho de 2015 |

## Resultados

### Eliminatórias
A eliminatória foi realizada em 6 de agosto. 
| Pos. | Bateria | Raia | Nadador                     | Nacionalidade      | Tempo   | Notas |
| ---- | ------- | ---- | --------------------------- | ------------------ | ------- | ----- |
| 1    | 2       | 4    | Anne Lazor                  | USA Estados Unidos | 1:06.79 | QA    |
| 2    | 3       | 5    | Julia Sebastián             | ARG Argentina      | 1:06.98 | QA,   |
| 3    | 3       | 4    | Molly Hannis                | USA Estados Unidos | 1:07.59 | QA    |
| 4    | 1       | 5    | Byanca Rodríguez Villanueva | MEX México         | 1:08.30 | QA    |
| 5    | 3       | 3    | Jhennifer Conceição         | BRA Brasil         | 1:08.37 | QA    |
| 6    | 1       | 4    | Faith Knelson               | CAN Canadá         | 1:08.47 | QA    |
| 7    | 3       | 6    | Mercedes Toledo Salazar     | VEN Venezuela      | 1:09.74 | QA,   |
| 8    | 1       | 3    | Esther González             | MEX México         | 1:10.22 | QA    |
| 9    | 2       | 5    | Macarena Ceballos           | ARG Argentina      | 1:10.27 | QB    |
| 10   | 2       | 3    | Pâmela de Souza             | BRA Brasil         | 1:10.65 | QB    |
| 11   | 1       | 6    | Paula Matsumoto             | PER Peru           | 1:11.21 | QB    |
| 12   | 2       | 6    | Laura Morley                | BAH Bahamas        | 1:11.28 | QB    |
| 13   | 1       | 2    | Emily Santos                | PAN Panamá         | 1:12.39 | QB    |
| 14   | 2       | 2    | Daysi Ramírez Garlobo       | CUB Cuba           | 1:13.75 | QB    |
| 15   | 2       | 7    | Elisa Funes Jovel           | ESA El Salvador    | 1:14.85 | QB,   |
| 16   | 3       | 2    | Micaela Sierra Graf         | URU Uruguai        | 1:15.02 | QB    |
| 17   | 1       | 7    | Sofia Lopez Chaparro        | PAR Paraguai       | 1:15.99 |       |
| 18   | 2       | 1    | Krista Jurado Schmoock      | GUA Guatemala      | 1:16.20 |       |
| 19   | 1       | 1    | Emilie Grand'Pierre         | HAI Haiti          | 1:17.04 |       |
| 20   | 3       | 7    | Evita Leter                 | SUR Suriname       | 1:18.44 |       |
| 21   | 3       | 1    | Adriana Buendia Cornejo     | PER Peru           | 1:18.82 |       |

### Final B
A final B foi realizada em 6 de agosto. 
| Pos. | Raia | Nadador               | Nacionalidade   | Tempo   | Notas            |
| ---- | ---- | --------------------- | --------------- | ------- | ---------------- |
| 9    | 4    | Macarena Ceballos     | ARG Argentina   | 1:09.48 |                  |
| 10   | 5    | Pâmela de Souza       | BRA Brasil      | 1:10.78 |                  |
| 11   | 6    | Laura Morley          | BAH Bahamas     | 1:11.00 |                  |
| 12   | 3    | Paula Matsumoto       | PER Peru        | 1:11.08 |                  |
| 13   | 7    | Daysi Ramírez Garlobo | CUB Cuba        | 1:13.63 |                  |
| 14   | 2    | Emily Santos          | PAN Panamá      | 1:14.45 |                  |
| 15   | 1    | Elisa Funes Jovel     | ESA El Salvador | 1:14.67 | Recorde nacional |
| 16   | 8    | Micaela Sierra Graf   | URU Uruguai     | 1:16.08 |                  |

### Final A
A final A foi realizada em 6 de agosto. 
| Pos.              | Raia | Nadador                     | Nacionalidade      | Tempo   | Notas |
| ----------------- | ---- | --------------------------- | ------------------ | ------- | ----- |
| Medalha de ouro   | 4    | Anne Lazor                  | USA Estados Unidos | 1:06.94 |       |
| Medalha de prata  | 5    | Julia Sebastián             | ARG Argentina      | 1:07.09 |       |
| Medalha de bronze | 7    | Faith Knelson               | CAN Canadá         | 1:07.42 |       |
| 4                 | 6    | Byanca Rodríguez Villanueva | MEX México         | 1:07.74 |       |
| 5                 | 2    | Jhennifer Conceição         | BRA Brasil         | 1:08.00 |       |
| 6                 | 3    | Molly Hannis                | USA Estados Unidos | 1:08.32 |       |
| 7                 | 8    | Esther González             | MEX México         | 1:10.04 |       |
| 8                 | 1    | Mercedes Toledo Salazar     | VEN Venezuela      | 1:10.20 |       |

Legenda
| Recorde mundial                  | Recorde mundial (World record)               |                       | Recorde africano                      | Recorde africano (African) |                                           | Q | Classificado por posição (Qualified) |
| Recorde dos Jogos Pan-Americanos | Recorde pan-americano (Pan-American record)  | Recorde da América    | Recorde da América (Americas)         | q                          | Classificado por melhor tempo (Qualified) |   |                                      |
| Melhor marca do ano              | Melhor marca do ano (World leading)          | Recorde asiático      | Recorde asiático (Asian)              | DNS                        | Não largou (Did not start)                |   |                                      |
| Recorde nacional                 | Recorde nacional (National record)           | Recorde europeu       | Recorde europeu (European)            | DNF                        | Não terminou (Did not finish)             |   |                                      |
| Recorde pessoal                  | Recorde pessoal do atleta (Personal best)    | Recorde da Oceania    | Recorde da Oceania (Oceania)          | DSQ / DQ                   | Desclassificado (Disqualified)            |   |                                      |
| Recorde da temporada             | Recorde da temporada do atleta (Season best) | Recorde sul-americano | Recorde sul-americano (South America) | NM                         | Sem marca (No mark)                       |   |                                      |